# Tanalt
Tanalt (en àrab تانالت, Tānālt; en amazic ⵜⴰⵏⴰⵍⵜ) és una comuna rural de la província de Chtouka-Aït Baha, a la regió de Souss-Massa, al Marroc. Segons el cens de 2014 tenia una població total de 2.744 persones.